# Корж Валентина Іванівна
Валентина Іванівна Корж (нар. 19 травня 1947, село Мечетка Бобровського району, тепер Воронезької області, Російська Федерація) — українська радянська діячка, новатор виробництва, машиніст холодильних установок Севастопольського виробничого об'єднання рибної промисловості «Атлантика» Кримської області. Член ЦК КПУ в 1986—1990 р.

## Біографія
Освіта середня.
У 1970-х—1990-х рр. — машиніст холодильних установок, секретар цехової партійної організації КПУ експериментального рибообробного філіалу Севастопольського виробничого об'єднання рибної промисловості «Атлантика» Кримської області.
Член КПРС. Обиралася членом бюро Севастопольського міського комітету КПУ.
Потім — робітниця комунального підприємства Севастопольської міської ради «Аррікон». На пенсії у місті Севастополі.

## Нагороди
- ордени
- медалі